# عبد الغني النابلسي
عبد الغني بن إسماعيل النابلسي (1050- 1143 هـ / 1641- 1731 م) شاعر شامي وعالم بالدين والأدب ورحَّالة مكثر من التصنيف. ولد ونشأ وتصوف في دمشق. قضى سبع سنوات من عمره في دراسة كتابات «التجارب الروحية» لفُقهاء الصوفية. وقد تعدَّدت رحلاته في أرجاء العالم الإسلامي، إلى إسطنبول ولبنان والقدس وفلسطين ومصر والجزيرة العربية وطرابلس وباقي البلاد السورية. استقرَّ في مدينته دمشق وتوفي فيها.

## حياته

### نسبه
هو عبد الغني بن إسماعيل بن عبد الغني بن إسماعيل بن أحمد بن إبراهيم  النابلسي الدمشقي العمري الحنفي النقشبندي القادري.
يذكر الشيخ عبد الغني النابلسي أن نسبه يرتفع إلى الخليفة الثاني عمر بن الخطاب، وقد حاول سبطه محمد كمال الدين الغزي التحقق من ذلك بالرجوع إلى كتب التراجم المتوفرة لديه، فلم يجد ما هو صريح، وثمة قائمتان بينهما حلقة مفقودة، وقد يكون الاتصال بينهما ممكنًا من طريق النساء، ولكن المعلومات المتوفرة لا تسمح بمثل هذا الربط. تنتهي القائمة الأولى بنسبه إلى بني جَمَاعة الذين قطنوا جَمَّاعيل في ضواحي القدس، وهم من أوائل اللاجئين الفلسطينيين إلى دمشق إبَّان الحروب الصليبية. أما القائمة الثانية فتعود إلى بني قُدامة الذين يتسلسل نسبهم إلى الخليفة عمر في قول بعض المؤرِّخين، ورجَّح الأستاذ المؤرِّخ إبراهيم الزيبق أنه لم يثبُت هذا النسب إلى عمر بن الخطاب، من طريق يصحُّ الاعتماد عليها.
ويمكننا القول إن أجداده تميزوا في دمشق واشتَهروا بالعلم والصلاح إبان العهد العثماني، وخصوصاً مع والي دمشق درويش باشا الذي بنى الجامع الذي يحمل اسمه حتى اليوم. وكان قد عيَّن إسماعيل بن أحمد النابلسي (993هـ/ 1585م) مدرساً وناظراً على وقف هذا الجامع. كذلك كان جد مؤلفنا عبد الغني بن إسماعيل مدرساً في نفس الجامع وناظراً على وقفه (1032هـ) وقد ورث والده إسماعيل بن عبد الغني (1062هـ/1652م) نفس المهام. وهو أول من انتقل من المذهب الشافعي إلى المذهب الحنفي بعد أن زار إسطنبول مراراً وحضر فيها دروس شيخ الإسلام يحيى بن زكريا (1053 هـ)، وظل يترقى في الوظائف حتى وصل إلى درجة «مدرس الصحن».

### مولده وطفولته وتعليمه
ولد عبد الغني بن إسماعيل أثناء غياب أبيه في القاهرة للتجارة في محلة سوق القطن، وذلك في يوم الأحد الرابع من ذي الحجة سنة 1050 هـ الموافق 17 مارس 1641م.
كان والده أول أستاذ له، ويقال إنه ختم القرآن وعمره خمس سنوات. وفي التاسعة من عمره حضر مع والده المذكور سماعاً عند المولوية مع كثير من علماء دمشق والمفتين في المذاهب الحنفية والشافعية وغيرهم كشيخ الإسلام عبد الرحمن العمادي. وحين بلغ العاشرة كان قد حفظ كثيراً من المقدمات ومن المنظومات مثل ألفية بن مالك في النحو، والكنز في الفقه، والشاطبية في القراءات، والرحبانية في الفرائض والجزرية في التجويد. وفي نفس الفترة كان يتابع دروس نجم الدين الغزي (1061هـ/1651م) في الحديث (تحت القبة) في الجامع الأموي، وحصل على أول إجازة عامة في علم الحديث. توفي أبوه حين بلغ الثانية عشرة من العمر، وكتب أول أشعاره في رثاء والده. وقد تابع دراسته بإشراف والدته.
بعد أن بيعت مكتبة أبيه الضخمة وأشياؤه الشخصية بالمزاد العلني لاقتسام ثمنها بين زوجتي الراحل. قام النابلسي في وقت لاحق بشراء قسم من هذه الكتب ولكنه لم يستطع أن يستردها كاملة.

### عمله
في العشرين من عمره مارس التدريس في الجامع الأموي في دمشق بالقرب من منزله الواقع في حي العنبرانيين. وحين بلغ الخامسة والعشرين ارتحل إلى أدرنة التي كانت مقر دار الخلافة، ثم زار إسطنبول وحصل على وظيفة قاضٍ في حي الميدان جنوب دمشق. غير أنه استقال من هذا المنصب وتفرغ للتدريس والتأليف، حيث ألَّفَ حتى عام 1090هـ حوالي الخمسين مؤلفاً بين رسالة صغيرة وشرح مُطَوَّل أو كتاب أصيل.

### أزمته
ولما بلغ الأربعين من عمره مر بأزمة نفسية حادة اضطر على إثرها إلى الاعتزال في بيته خلال سبع سنوات لا يخرج من بيته إلا للضرورة القصوى. وقد أَسْدَل شَعْرَهُ وأرخى لحيته، إلا أنه لم ينقطع عن استقبال طلابه لتدريسهم ولا عن التأليف، وفي هذه الفترة ازدادت علاقته بالعالم الخارجي عن طريق المراسلات (التي كان قد بدأها منذ عام 1085هـ/1675م). وبلغت المكتوبات التي تلقاها وأجاب عليها عشرين رسالة تبادلها مع أنحاء متفرقة في الدولة العثمانية. وحين انتهت هذه الفترة التي أُصيب فيها بالسوداء أو الماليخوليا (mélancholie)، وكان قد طَلَّق زوجته أثناءها، وذلك بعد سبع سنوات، خرج إلى الناس الذين ازداد احترامهم له بعد أن كانوا قد رموه بالحجارة قبل خلوته، وذلك لتبنيه آراء ابن عربي الصوفية ودخوله في خصومات مع بعض فقهاء عصره.

### رحلاته ووفاته
وإثر ذلك قام بعِدَّةِ رحلات إلى لبنان ثم إلى الشام ومصر والحجاز، وفي عام 1119م انتقل من بيته في دمشق قرب الجامع الأموي ليسكن في الصالحية حيث توفي سنة 1143هـ/1731م، ودُفِنَ في القبة التي كان بناها في بيته، ثم أقيم على قبره جامع في بدايات القرن الثالث عشر للهجرة. وفي الصالحية لم يتوقف عن إلقاء الدروس في تسهيل تفسير القرآن للبيضاوي وفي تدريس الفتوحات المكية لابن عربي.
وفي تلك الفترة وبعد وفاة محمد العمادي (1135هـ/1723م) مفتي دمشق، عيّن والي دمشق عثمان باشا أبو طوق النابلسي مفتياً. غير أن أحد تلاميذ النابلسي وهو خليل بن أسعد البكري ذهب إلى إسطنبول وعاد بمرسوم سلطاني ليتولى منصب الإفتاء رسمياً بدلاً من أستاذه الذي قضى في منصبه ستة أشهر أَعَدَّ خلالها سجلاً لفتاواه ما يزال مخطوطاً في المكتبة الوطنية بدمشق. (راجع أطروحتي بالفرنسية ج 2).
ويقول خليل المرادي في ترجمته للنابلسي أنه «أغلقت البلد يوم موته وانتشر الناس في الصالحية لحضور جنازته».

## مؤلفاته
تجاوز عدد مؤلفاته الثلاثمائة كتاب ورسالة وشروح ودواوين شعر ورحلات. وقد كتب خاصة في التصوف والفقه والحديث والتفسير، ولكنه تناول كذلك موضوعات مختلفة مثل تفسير الأحلام والفِلاحة، ودافع في كثير منها عن رقص المولوية وسماع الموسيقى وخالف الفقهاء الذين أصدروا فتاوى في تحريم الحب والنظر الحلال وشرب القهوة والدخان وتكفير الناس بدون حجة واضحة. كما دافع عن الطرق الصوفية والتصوف بكل جرأة بعد أن بلغ مرتبة العارف التي يطمح إليها كل من سلك طريق التصوف. وأهم ما في ذلك هو الشعبية والشهرة التي اكتسبتها هذه المؤلفات، فإن كثيراً من مؤلفاته مُوَزَّعٌ في مكتبات العالم من برنستون في أمريكا إلى باريس وبرلين وسراييفو إلى إسطنبول ودمشق، وإن بعضها له أكثر من عشرة إلى عشرين نسخة مخطوطة، مما يدل على رواجها على مدى ثلاثة قرون.
- إيضاح المقصود من وحدة الوجود وهي رسالة صغيرة
- الحضرة الأنسية في الرحلة القدسية
- تعطير الأنام في تعبير الأنام
- ديوان الدواوين وهو مجموعة شعره.
- فضائل الشهور والأيام
- أسرار الشريعة
- التعبير في تفسير الأحلام
- منظومة أسماء الله الحسنى
- الفتح الرباني والفيض الرحماني
- خمرة الحان ورنة الألحان شرح رسالة الشيخ أرسلان
- الوجود الحق والخطاب الصدق
- ذخائر المواريث في الدلالة على مواضع الحديث
- إيضاح الدلالات في سماع الآلات

### سلام على الإخوان في حضرة القدس
وللنابلسي قصيدة تعد من أشهر القصائد التي نظمت عن مدينة القدس في القرنين السابع عشر والثامن عشر، وعنوانها «سلام على الإخوان في حضرة القدس» وفيها يقول:
ومن يوميات رحلة الشيخ النابلسي وصفه لسور بيت المقدس، إذ يقول: «.. سور بيت المقدس سور جديد متين مشيد قوي الأركان، عظيم البنيان، يحيط بالبلد كلها، وعرها وسهلها مبني بالشيد والحجر المنحوت وفي داخله جميع الأماكن والبيوت، وقد أخبرنا أنه من بناء السلطان الملك المظفر سليمان خان ومن المعروف أن الملك المعظم عيسى بن العادل أخا صلاح الدين أرسل من دمشق كما جاء في أبي الفداء، الحجارين والنقابين إلى القدس فخرب أسواره (616 ـ 1219م) وكانت قد حصنت للغاية وذلك على زعمه خوفًا من استيلاء الفرنجة عليها. وفي سنة (626هـ ـ 1228م) سلم الملك الكامل القدس للإمبراطور فردريك على أن يستمر سورها خرابًا ويكون الحكم في (الرساتيق) لوالي المسلمين ويكون للإفرنج من (القرايا) ما هو على الطريق من عكا إلى القدس. ويعدد الشيخ عشرة أبواب لسور القدس منها: باب العمود من جهة الشمال وباب آخر يسمى باب الداعية الموصل إلى حارة بني زيد وباب يسمى باب دير السرب، وباب الساهرة ومن جهة القبلة باب المغاربة وباب صهيون (باب داود) ومن جهة الغرب باب صغير لصق دير الأرض وباب المحراب المعروف بباب الخليل وباب الرحبة. وهذه الأبواب هي ذات الأبواب التي يعددها الحنبلي في كتابه الأنس الجليل الذي ألف سنة (901هـ). أما الرحلة الثانية والثالثة التي يقف عندهما الكتاب فقد قام بهما الشيخ مصطفى البكري الصدِّيقي المولود في دمشق (1099هـ ـ 1688م)، وهو تلميذ النابلسي، متصوف على الطريقة الخلوتية، وقد سكن في القدس بعد زيارته لها وتزوج فيها، وألَّف كثيرًا من كتبه هناك، وأكثرها في موضوع التصوف، ومنها انتقل إلى حلب فبغداد، فمصر، فالقسطنطينة، فالحجاز، ومات بمصر في العام (1162هـ ـ 1749م). وتشمل رحلتا البكري وصفًا من دمشق إلى بيت المقدس وما حواليه ووصفًا للساحل الفلسطيني، وقد أسمى الرحلة القدسية الثانية «الخطرة الثانية..الأنسية للروضة الدانية القدسية». أما الرحلة الرابعة فهي للشيخ مصطفى أسعد اللقيمي، وقد بدأ رحلته يوم الثلاثاء من ذي القعدة عام (1143هـ ـ 1764م) انطلاقًا من ثغر دمياط مخترقًا شبه جزيرة سيناء فغزة فالرملة فيافا فالقدس وما حواليها ثم رجوعًا إلى دمشق، فصيدا فقبرص.

### كتاب الوجود الحق
وعلى الرغم من هذا الهدف المعلن للكتاب، وهو الكشف عن «اعتقاد الأولياء» من الصوفية، فإن مشكلة أخرى تندرج في ثناياه، إنها مشكلة جدلية كلامية. وبتلخيص شديد، فإنه يمكن اعتبار كتاب «الوجود الحق» رداً مباشراً على كتاب صغير الحجم (لا يتجاوز الخمسين صفحة) عنوانه «فاضحة الملحدين». وهو هجوم منظم على ابن عربي وكتابه «فصوص الحكم»، تم تأليفه في سنة 834هـ/1431م. وساد اعتقاد خاطئ لفترة طويلة (تتبناه حتى الآن الموسوعة الإسلامية ط2) بأن فاضحة الملحدين هي من تأليف المتكلم والبياني الشهير سعد الدين التفتازاني (792هـ/1390م). وعلى الرغم من أن التفتازاني لم يكن ميالاً إلى تصوف ابن عربي ومدرسته فإن المؤلف الحقيقي للفاضحة هو في الواقع محمد بن محمد علاء الدين البخاري (841هـ/1438م)، أحد تلاميذ التفتازاني. ومن الجدير بالذكر أن النابلسي معجب بفكرة وآراء التفتازاني الكلامية لأنهما ينتميان إلى مدرسة واحدة هي المدرسة الأشعرية-الماتريدية. ولكن هذا لم يمنع النابلسي من الدخول معه في سجال ساخن حول آرائه في الوجود وعلاقة الوجود بالماهية. لقد صرح النابلسي بأن التفتازاني لا علاقة له بفاضحة الملحدين، ولكنه لم يذكر صراحة لا اسم علاء الدين البخاري ولا عنوان كتابه «فاضحة الملحدين»، وقد خلا كتابه «الوجود الحق» من ذكرهما، علماً بأن تأليف «الوجود الحق» في جانب كبير منه قائم على دحض الآراء الواردة في الفاضحة والتي تكفر بشكل صريح ابن عربي وأتباعه. هذه الإشارات إلى مشكلات تأليف الوجود الحق ضرورية لمعرفة البنية الثقافية التي نمت عليها آراء النابلسي. ذلك أن فاضحة الملحدين توجه إلى ابن عربي تهمة التصريح بوحدة الله والعالم، مثلما فعل ابن تيمية قبل ذلك بأكثر من مئة عام. وقد رد النابلسي على مثل هذه التهمة بقوله: «من قال إن حقيقة الوجود الحق هي جميع المخلوقات والمخلوقين فهو من الزنادقة الملحدين» وأتبع ذلك بقصيدة توضح نفس الفكرة:
وإذا وضع جانباً هذا الجدل الكلامي، يتم الوقوع في كتاب الوجود الحق على رغبة النابلسي في عرض مذهب وحدة الوجود المنسجم مع الفكر الأشعري-الصوفي الذي ينافح عن قدرة التصوف الذوقية على تقديم صورة متماسكة للإنسان والعالم وعلاقتهما بالله.

## بين التصوف والفقه
يمكن القول بأن المعركة قديمة بين الصوفية والفقهاء. فقد حكم الفقهاء على الحلاج بالموت، وصلبوه وأحرقوا جثته ونثروا رماده من أعلى المئذنة في نهر دجلة ببغداد سنة 309هـ/922م كذلك أعدموا عين القضاة الهمذاني سنة 525هـ/1130م، والسهروردي المقتول 587هـ/1191م بحلب. ومن هنا نفهم معنى قول ابن عربي بأن الفقهاء هم «فراعنة الصوفية». يميز النابلسي بين الفقهاء العلماء، وما يسميه «فقهاء العوام»، وهو يرى بأن فقهاء العوام هؤلاء أغلبهم من أهل القرى والحرف يفتون بدون علم حقيقي فيضلون الناس (إيضاح الدلالات ص 20). أو أنهم يسيئون الظن بالناس «فيخافون من ذنوب الناس لا من ذنوب أنفسهم» (جمع الأسرار في رَدِّ الطعن، دمشق، ص 121). إن الاطلاع الواسع للنابلسي على العلوم الدينية جعله مؤهلاً ليبحث عن التسهيل في الفتاوى دون التنقيب عن عيوب الناس، وحاول الرجوع إلى الأصول الأولى للإسلام بحثاً عن التسامح والمحبة. وكتب «غاية المطلوب في محبة المحبوب» في «مرافعة» ضد من جعلوا من الحب عاراً وجريمة في مدينة دمشق أواخر القرن السابع عشر (1097هـ/1686م). أما أهم كتبه فيبقى «الوجود الحق» الذي انتهى من تأليفه سنة 1104هـ/1693م (دمشق، 1995)، ودافع فيه عن نظرية وحدة الوجود.

## وحدة الوجود

### قبل النابلسي
يمكن الإشارة إلى أهم المشكلات الناجمة عن هذا المصطلح وتطوره. فإذا أخذ بالمعنى الواسع كما يفعل بعض المختصين وسواهم، فإنه يمكن إطلاقه على فلسفة الفارابي وابن سينا وتصوف الحلاج وابن الفارض وابن عربي وكثير غيرهم. إلا أن المصطلح لم يأخذ معنى مذهبياً إلا مع ابن تيمية في بدايات القرن الثامن للهجرة وبعد أكثر من 60 عاماً على وفاة ابن عربي. لقد وردت الكلمتان «وحدة الوجود» دون الإشارة إلى مذهب معين، لدى كل من السهروردي المقتول (587 هـ) في حلب، وأتباع ابن عربي مثل صدر الدين القونوي وابن سبعين، دون الإفصاح عن نظرية أو مذهب مخصوص. وورد مرة واحدة لدى ابن عربي في فتوحاته مشيراً إلى «وحدة وجوده» أي وحدة الوجود الإلهية.
ومن الملاحظ أن تلاميذ ابن عربي في نهاية القرن السابع وبداية القرن الثامن، وبعد نقد ابن تيمية واستخدامه المصطلح بالمعنى السلبي، أي وحدة الله والعالم، فإنهم قبلوا نفس المصطلح وعرضوا مذهب أستاذهم، وخالفوا في عرضهم وشرحهم للمذهب اتهامات ابن تيمية وأتباعه.
إن مشكلة وحدة الوجود تكمن في كونها مرتبطة بتجربة صوفية يُعبر عنها بتمثيلات وتشبيهات أكثر من إمكانية عرضها في مذهب متماسك. من هذه التشبيهات ما روي عن الشيخ نجيب الدين علي بن بزغش الشيرازي (678 هـ) حين سئل عن تبيين: «سر التوحيد» بمثال واضح، فقال: «مرآتان وتفاحة». وجرى ذلك بحضور شاعر كتب ذلك شعراً:
ولا تختلف هذه التجربة لوحدة الوجود عما أصبح يطلق عليه في القرن العاشر للهجرة اسم «وحدة الشهود» وهو مصطلح ابتكره الشاذليون ثم النقشبنديون لتجنب تكفير القائل بوحدة الوجود من خلال الحملة التي أطلقها ابن تيمية والتي لم تتوقف حتى اليوم. لذلك فإنه لا يمكن إطلاق وحدة الوجود بالمعنى الفلسفي الغربي لكلمة (Panthêisme) لأن المصطلح الأخير جرى ابتكاره في القرن التاسع عشر للميلاد لوصف فلسفة سبينوزا.

### دفاع النابلسي عن وحدة الوجود
يقرر النابلسي أن «الوجود الحق» هو المطلق الذي تتحد فيه ماهيته بوجوده. وطالما أن «الوجود» أشمل المقولات فإنه هو ماهية الله الوحيدة. وهذه الماهية أو هذا الوجود ليس صفة زائدة على ذاته. بل هو الذات عينها. ووجود الحق هو الوجود المحض الذي يتعالى «عن قيود الماهيات كلها المحسوسات والمعقولات. وليس له تعالى ماهية أصلاً غير الوجود المحض». وإلا فإن هذا التعالي سيفقد إطلاقه حينما يتقيد بأي شرط نسبي. فالوجود الحقيقي إذن، هو: الوجود الشامل والمطلق الذي لا يعزى إلا إلى الله. ويحذر النابلسي وكل أنصار وحدة الوجود من الوقوع الالتباس الذي يتبادر للذهن عن طريق التبسيط، والحاصل من عكس القضية، كأن نقول: «طالما أن الله هو الوجود فذلك يعني بأن الموجودات هي الله». يقول البيتماني تلميذ النابلسي: «فالحذر الحذر من فهم ذلك فإنه خطأ عظيم. وقد نبهت على ذلك فيما تقدم مراراً لئلا يقع في التوهم في شيء من ذلك عند من لا يعرف اصطلاحنا في علمنا، ولا يدرك فهم إشارتنا في كلامنا». ونجد في نص آخر فهماً منطقياً لنفس المسألة، عند علي المهايمي: «الوجود: وهو واحد بالذات والشخص. وما يقبل التحقق، وهو الماهية: وهي واحدة بهذا المفهوم، مختلفة باختلاف ما صدق عليه هذا المفهوم، والماهية هي المسماة عندنا بالعين الثابتة»، وهكذا، فإن كل ما صدقات هذا المفهوم تلبس لباس الوجود. إلا أن مجموع الموجودات لا يعطينا مفهوم الوجود. لأن النسبي مهما تكثر فإنه سيظل نسبياً أمام الوجود المطلق. والفرق الأساسي بين الوجود والموجود، هو أن الأول واحد «لا يتعدد ولا يختلف في نفسه» وأن الموجودات كثيرة. «والوجود أصل، والموجودات تابعة له، صادرة عنه، قائمة به. وهو المتحكم فيها بما يشاء من التغيير والتبديل»، ويظل الوجود واحداً مهما اختلفت أسماؤه كالحق أو الله. فالوجود هو «قيوم» الحوادث والأشياء، وليس حالاً فيها ممازجاً لها، كما قد يُتوهم أيضاً.
علاقة الوجود بالموجودات إذن علاقة «قيومية». وهو يتجلى لنفسه فيها، بواسطة الحب. كما يدل عليه الحديث القدسي: «كنت كنزاً مخفياً، فأحببت أن أعرف، فخلقت الخلق فبي عرفوني». فكل الصور الكونية هي تجليات الذات الإلهية، وكل الصور مرتبطة بالله الذي لا صورة له.
وأول خطوة لفهم وحدة الوجود هي التفرقة بين الذات الإلهية أو الوجود المطلق بين التجليات أو الصور الكونية. فالذات لا تدرك إلا بالفناء فيها. أما التجليات فإنها تخفي وراءها حقيقة الذات. وفي التجربة الحسية والعقلية فإن أحداً لا يرى الله إلا من وراء ستار الأشياء. يقول النابلسي:
«ما ثم إلا ذات، وصفات، وصفات الصفات (وهي الأفعال)، ومنفعلات وهي العالم. فالأول هو المعبود. والثاني الموصل إليه وهو الواسطة. والثالث هو العابد. والرابع هو العائق والمانع. والأول مرتبة الله تعالى. والثاني مرتبة محمد ﷺ والثالث مرتبة المؤمنين. والرابع مرتبة الشيطان. وهذه الأربعة في الحقيقة شيء واحد. ولكنه تَنَزَّلَ وتَفَصَّلَ فظهرت له هذه الأطوار، وتعددت وجوداته. فالوجود العيني مرتبة الذات. والوجود العلمي مرتبة الصفات. والوجود القولي مرتبة الأفعال. والوجود الرقمي مرتبة الانفعالات».
فالوجود الحق هو الذي يمد كافة المراتب بالوجود. وتشبه هذه التنزلات انتقال نور السراج إلى عدد لا متناه من السرج «فإن معنى إيقاد السراج من نور آخر: أن الأول أثر في الثاني فظهر الثاني على صورة الأول. بل الثاني عين الأول ظهر في فتيلة ثانية من غير انتقال من الأول. وهذا غاية ماقدر عليه «أهل الوجدان» في التفهيم».
ويقرر مذهب وحدة الوجود أن الأشياء العيانية والأكوان ما هي إلا وسيلة تساعدنا على التعرف إلى المطلق. إلا أن معرفتنا بالمطلق معرفة حدسية وكلية فهي تختلف في الأساس مع المعرفة النظرية العقلية. وتطالعنا المعرفة الحدسية أو الوجدانية العيانية على أن الموجود الوحيد هو الله وأن كل الأكوان أوهام وخيالات وظلال. وأن العالم غير موجود إلا من خلال عقولنا.
يقول الجزائري: «موجودية الأشياء تابعة للإدراكات لا غير». وهنا نحب أن نوضح حقيقة هامة. فالصوفية لا ينفون حقيقة الواقع الخارجي بالنسبة للحس والعقل كما هو الأمر بالنسبة للسوفسطائيين الذين «ينكرون حقائق الأشياء ويزعمون أنها أوهام وخيالات كالنقوش على الماء». وأن أي نفي للوجود الخارجي لا يتم إلا بمقارنته بالوجود المطلق من خلال التجربة الروحية للمتصوف والتي يكتشف من خلالها أنه لا موجود على الحقيقة إلا الله. يقول النابلسي:
«اعلم بأننا قاطعون جازمون بأن الأشياء كلها المحسوسات والمعقولات، موجودات متحققات ثابتات في نظر العقل والحس من غير شبهة أصلاً. ولكن هذا كله في نظر العقل والحس كما ذكرناه غير مرة، وكررنا ذكره ليتضح عند كل أحد. وليس مرادنا نفي الأشياء وكونها عدماً عند العقل والحس في جميع ما نقوله في هذا الكتاب وغيره من كتبنا. ونحن مع العقلاء في إثبات وجود الأشياء من المحسوسات والمعقولات من غير فرق بيننا وبينهم أصلاً.
وأما مع قطع النظر والالتفات نحو نظر العقل والحس فليس شيء بموجود أصلاً مع الوجود المطلق الذي ذكرناه. بل ولا عقل ولا حس أيضاً في نظر أهل التحقيق. ولهذا نقول: إن علمنا هذا من وراء طور العقل لأنه فوق العقل».

## الكتابة في الهواء
رأى النابلسي أن المعرفة الصوفية هي معرفة من وراء طور العقل أو «فوق العقل». كيف يصبح الوجود إذا ما نظر إليه من خلال الحقيقة الصوفية. ثمة تمييز أساسي بين عالم الحس وعالم المعنى. فالأول يعمل فيه العقل، والثاني من اختصاص التصوف، وهو يقود في النهاية إلى «المعرفة». الحس: عبارة عن تكثيف الأشياء ظاهراً. والمعنى: عبارة عن تلطيفها باطناً. فحس الكائنات أوان حاملة للمعاني. قال الششترى : «لا تنظر إلى الأواني، وخض بحر المعاني، لعلك تراني." فمثال الكون كالثلجة: ظاهرها ثلج وباطنها ماء. كذلك الكون ظاهره حس وباطنه معنى. والمعنى: هي أسرار الذات اللطيفة القائمة بالأشياء. فقد سرت المعاني في الأواني سريان الماء في الثلجة.
فلا قيام للحس إلا بالمعنى ولا ظهور للمعنى إلا بالحس. فالمعنى: رقيقة لطيفة لا تدرك إلا بتحسسها في قوالب الكائنات. فظهور المعنى بلا حس محال، وشهود الحس بلا معنى جهل».
«ما هي طبيعة الكون من حولنا؟ كيف يبدو عالم الجمادات بالنسبة إلى الصوفي؟» توجد إجابة دقيقة على هذين السؤالين عند النابلسي، دون اختلاف مع منطلقات النص السابق، يقول النابلسي: «اعلم أن الأشياء كلها أمور لطيفة جداً، بحيث أنها بمنزلة الخيال والسراب الذي يرى من بعيد، وهو ليس بشيء، حتى الكثايف كلها: كالصخور والأحجار والجمادات والأشجار. وإنما رؤيتها كثيفة بغلبة الطبع، بل رؤيتها موجودة بالنظر العقلي. والحس تابع للنظر العقلي... وأما هي في نفسها فهي بمنزلة المعاني اللطيفة المتعقلة في عقل المتعقل من حيث قيامها وثبوتها بالوجود المطلق الحق». ويمكن تلخيص هذا المعنى في بيت من الشعر للنابلسي أيضاً:
ويوضح الأمير عبد القادر الجزائري نفس الصورة بمثال أكثر تعبيراً. اعلم أن الحق تعالى هو الظاهر بهذه الصور المشكلة المحددة التي هي خيالات لا وجود ولا حقيقة لها إلا في المشاعر الإنسانية. كما إذا أخذت عوداً في طرفه نار، وأدرته بسرعة فإنك ترى دائرة نار لا تشك فيها. وكذا إن حركته حركة مستقيمة فإنك ترى خطاً من نار لا تشك فيه بحسك وتخيلك، وتحكم بعقلك وعلمك أنه: ليس ثمة إلا الجمرة التي على رأس العود. فهكذا جميع ما ترى في الأرض والسماء ليس إلا أمر الله الذي هو مجموع صفات الله الظاهر بكل صورة. «وما أمرنا إلا واحدة كلمح بالبصر».
ويبدو أن فكرة الأمير هذه مأخوذة من قصيدة النابلسي التي يقول فيها:
والجدير بالذكر أنه لا يجب اعتبار هذا الكلام نوعاً من التنبؤ بطبيعة المادة، فالتصوف لا يتوخى تعميم أية معارف علمية. إنما يجب أن يعتبر العلم الصوفي، حقيقة واقعة لها معطياتها ومنطلقاتها الخاصة التي لا تتنافى مع الحياة الاجتماعية أو مع الفكر الإنساني، وذلك بالرغم من كل السلبيات التي قد تعترض هذا التأكيد.
بالإضافة إلى ذلك، يجب ألَّا يفرض على النصوص تأويلاً يخرجها عن «مدخولها» أو سياقها المعرفي. «لنقل إذن أن معنى القضية الميتافيزيقية هو المعنى الذي منحها إياه المؤلف وأن ثباتها العيني مؤسس على حبلها بحقيقتها الخاصة». كما أن التصوف لا حاجة به لأي مدد يأتيه من الخارج للبرهان عليه، لأن التجربة الفردية للعارف بالله، هي دليل نفسها، وهو يعرضها علينا بوصفه شاهداً على المطلق.
الصور المعروضة، تمثل إذن أمثلة يحاول الصوفي من خلالها أن يقرب رؤيته من أذهان الآخرين. إنه يدلي بأقواله حول «شهوده» للوحدة المطلقة باللغة المتاحة: لغة الرمز والاستعارة والتشبيه. أما المادة التي يستخدمها كقالب ينبسط المثل من خلاله فهي متراوحة بين الشفوف والتجريد والتشكل الواقعي. 8 - الصور الشفافة: المثال الشائع في مدرسة وحدة الوجود حول العلاقة بين المطلق والنسبي هو مثال المرآة. ويركز ابن عربي على قيمة المرآة من حيث أنها تعطي الرائي لنفسه فيها صورة للتعرف على نفسه، لا ينال مثلها في حالة تأمله لنفسه دون وسيط كالمرآة. «فإن رؤية الشيء نفسه بنفسه ما هي مثل رؤيته نفسه في أمر آخر يكون له كالمرآة، فإنه يظهر له نفسه في صورة يعطيها المحل المنظور فيه مما لم يكن يظهر له من غير وجود هذا المحل». ويعتبر ابن عربي كذلك أن في المرآة حكمة غير خفية على المتأملين فهو يقول:
ولا يني تلاميذ ابن عربي من بعده عن استثمار هذا المثال لكنهم توصلوا إلى تفريعات جديدة مستقاة من تأثيرات الظل والنور على عين الرائي. فالشيخ حسين بن طعمة البيتماني (توفي عام 1175هـ) يعرض علينا مثالاً استقاه من الفن الشعبي الذي اشتهر بعصره باسم «خيال الإزار» أو ما يسمى بالتعبير المعروف «الكراكوز» فاللاعب أو الإنسان الذي يحرك «الشخوص» الورقية ليعكس ظلها على الستارة أو الإزار المقابل لأعين المتفرجين. هو رمز للوحدة أو للإله. وتمثل ظلال الشخوص المتحركة فوق الستارة كما يراها الحضور عالم الكثرة والأكوان. إلا أن هنالك حقيقة أساسية ترتبط بانتهاء العرض، حينما يطوي اللاعب شخوصه ويمضي. فإنه هو الحقيقة أما ظلال الأشخاص فإن وجودها نسبي، أي أنه مرتبط بجملة ظروف توحي بأنه وجود حقيقي. أما الوجود الواحد فهو الوجود الحق أبداً.
وبنفس الطريقة يتحدث الأمير عبد القادر الجزائري فيما يتعلق باختراع «آلة التصوير» في عصره. إن التعيين الأول أو «الحقيقة المحمدية» هي الصورة الكونية الأساسية التي ظهرت من تجلي الذات على مرآة الأكوان. إلا أننا نستطيع الحصول على ما لا نهاية له من النسخ عن هذه الصورة، دون أن تمس وحدة الحقيقة القائمة وراء هذه الكثرة. ولا يقتصر الأمر على العين في مجال الصور الشفافة. بل للأذن نصيب في ذلك. إن المؤلف أو الفنان يستطيع أن يخلق في ذهنه عدداً من الشخصيات التي تتحاور في رأسه، ويستطيع أن يتلفظ ببعض أقوال هذه الشخصيات وأن يصغي إليها «كتجريد البيانيين. يخاطب الإنسان نفسه بنفسه بما يريد، ويسمعها ويجيبها بها ويحاورها بها ويعاتبها بها. فيقبل بها أو يرد بها. وهو هو لا ثاني له: فإنه واحد بالحقيقة غير متحد، كرجع الصدى، فإنه ليس هنا إلا الصوت حقيقة وعلماً وهو اثنان مجازاً ووهماً».

## النابلسي وابن عربي ووحدة الوجود
قام النابلسي بهندسة المكان الذي يجب أن توضع فيه نظرية وحدة الوجود. إنه مكان محدد ضمن إطار علم الكلام الأشعري كما يمثله في أوج كماله كل من الشريف الجرجاني وسعد الدين التفتازاني في نهاية القرن الثامن للهجرة. وثمة اعتقاد خاطئ بأن الفلسفة العربية الإسلامية قد ماتت بموت ابن رشد. لقد اثبت هنري كوربان (ت سنة 1979م) بأن الفلسفة استمرت في الدولة الصفوية مع الملا صدر الدين الشيرازي وأتباعه في إيران حتى اليوم. كما أنها لجأت في المشرق الإسلامي إلى علم الكلام الأشعري، واحتلت مشكلة الوجود مكاناً بارزاً في كتابي الجرجاني (شرح المواقف) والتفتازاني (شرح المقاصد).
وإذا كان التفتازاني متحفظاً بالنسبة لتصوف ابن عربي وأتباعه، فإن الجرجاني كان متعاطفاً بل ومدافعاً عن نفس المذهب. إن اكتشاف هذه العلاقة بين الانطولوجيا (مبحث الوجود) الكلامية وبين وحدة الوجود التي زاوجت بين البحث النظري والتجربة الصوفية يسمح بالقول بأن الفلسفة العربية الإسلامية كان لها ممثل أساسي هو عبد الغني النابلسي والذي تابعه في دمشق الأمير عبد القادر الجزائري (ت 1883م) «دفاعاً عن أنطولوجيا صوفية-فلسفية يجب إعادة الحياة إليها لوصل الماضي بالحاضر».

## إرثه وعلاقته بالنهضة العربية
ثمة فكرة هامة ومغربية يتبناها بعض الباحثين والمتخصصين بالنابلسي تؤكد على أنه يمكن اعتبار النابلسي من المبشرين «بالنهضة العربية». وسوف نرى بأن هذه الفكرة مبالغ فيه لخروجها عن السياق التاريخي لبداية ما يسمى «النهضة العربية» التي تجسدت إرهاصاتها في النصف الثاني من القرن التاسع عشر، أو بداياته إذا ما أردنا اعتبار حملة نابليون على مصر مؤشراً أساسياً لاحتكاك العرب مع الحضارة الغربية (الأسلحة الجديدة والطباعة والثقافة العلمية).
وفي هذه الحالة فإن النابلسي قد توفي قبل هذا الحدث بـ 70 سنة. ومن جهة أخرى فإن النابلسي كان ينتمي إلى إطار تاريخي أوسع هو إطار الدولة العثمانية التي لم تقع في براثن التخلف التدريجي إلا بعد 1850م، أي مع بدايات العصر الصناعي في الغرب كما يؤكد المؤرخ الفرنسي بروديل.
يرى بروديل أن الدولة العثمانية كانت قادرة على البقاء لأنها تشكل بمفردها «اقتصاد – عالم» (Economic monde) لولا التطور الكيفي والنوعي للاقتصاد في غرب أوروبا. إن الإغراء الذي يحاول إرجاع إرهاصات «النهضة العربية» إلى النابلسي «يصطدم بصعوبات منهجية». وعلى الرغم من هذه الصعوبات فإن النابلسي كان يسبق عصره بأفكاره المنفتحة على الآخر وكتاباته الإصلاحية. إن كثيراً من هذه الكتابات ذات الطابع الفقهي كإباحة شرب الدخان (بالاستناد إلى معطيات طبية كانت سائدة في عصره) وإباحة «سماع الآلات» الموسيقية (حضر النابلسي قبل وفاته بعدة أشهر سماعاً موسيقياً، عزفت فيه آلة الكمان في دمشق وفي حي سوق ساروجا) وغيرها تؤكد أنه كان يرى في الفقه الإسلامي أداة لرفع الحرج وكسر التعصب بحسب القاعدة الفقهية المشهورة: «الأصل الإباحة».
ويساعد تطور حياته الشخصية واعتزاله الناس لمدة سبع سنين في بيته بعد أن بلغ الأربعين من العمر في فهم معاناته مع الفقهاء، والجهد الهائل الذي بذله في «مجاهدة النفس» وخدمة العلم كي يرقى إلى مراتب كبار الصوفية. بالإضافة إلى ذلك أسلوبه الواضح والأصيل في الكتابة لتوصيل آرائه إلى الناس. لقد ابتعد عن أسلوب السجع السائد في «عصور الانحطاط» واستخدم طريقة في الكتابة تقرب تجربته الصوفية وآراءه في وحدة الوجود إلى مثقف عصره بشكل ناجح جداً، وهذا هو سبب اشتهار مؤلفاته. ويتضح ذلك في مؤلفات عديدة مثل «كتاب الفتح الرباني والفيض الرحماني» الذي ألفه سنة 1085هـ.
ويظل كتابه «الوجود الحق» من أهم مؤلفاته، بل أهم كتاب في عرض نظرية وحدة الوجود كلامياً وفلسفياً في المشرق العربي خلال القرون الثلاثة الماضية، وفقا لبعض الآراء. ويمكن القول بأنه أهم كتاب يعرض مذهباً فلسفياً متماسكاً فكرياً. وهو يشبه في مخططه وبنائه وذكر مراجعه بدقة علمية بالغة أفضل الأطروحات التي تكتب اليوم في الجامعات العربية وفقا لإحدى الآراء، وذلك إذا التمس له عذر الوسائل الضئيلة المتاحة في عصره بالنسبة لما يتمتع به طلاب اليوم من تقنيات التعليم والكتابة والطباعة والمكتبات والانترنت التي لم يكن النابلسي ليحلم بها. إذ أنه ألف كتبه كلها قبل دخول الطباعة إلى الدولة العثمانية بقرن من الزمان.
وإذا ترك جانباً نجاح كثير من رسائله الصغار وشروحه على كثير من المؤلفات في الوسط الدمشقي والعربي والعثماني، فإنه من الصعب إغفال أثر تدوينه لرحلاته الأربع التي وصف فيها بلاد الشام ومصر والحجاز والتي نشرت الآن كلها، أو دواوينه الشعرية العديدة التي وصف فيها تجاربه الصوفية كما وصف الطبيعة والأماكن التي كان يزورها في دمشق ونواحيها. وخاصة شعره أثناء خروجه مع عدد من أصدقائه وتلاميذه إلى الغوطة في «السيران» الذي ما يزال مشهوراً حتى الآن في الأوساط الشعبية الدمشقية. من خلال ذلك كله يمكن اعتبار النابلسي كمؤلف أقرب إلى العصر الحديث منه إلى العصر العثماني. أما آراؤه في وحدة الوجود فهي بحاجة إلى دراسة وتأطير داخل اتجاه عام يبحث عن تطور الفلسفة العربية الإسلامية حتى عصرنا الحالي. لقد سبق النابلسي عصره، ولكن فنياً وعلمياً لا يمكن اعتباره من رواد عصر النهضة العربية.

### الهوامش
- الورد الأنسي والوارد القدسي في ترجمة العارف عبد الغني النابلسي، صورة مخطوط كان بحوزة محمد أديب النابلسي، ق 12 أ وما بعدها يوجد منه نسخة خطية أخرى ج 2، ص 75 وما بعدها (باريس، 1985) في مكتبة الجامعة الأمريكية في بيروت.
- ر. النابلسي، العقود اللؤلؤية في طريق السادة المولوية، دمشق 1932، ط2، ص40. وله أيضاً إيضاح الدلالات في سماع الآلات، تحقيق أحمد راتب حموش، دمشق 1981، ص 57.
- ر. الوِرْد الأنسي، من 39 أ.
- أمه هي زينب بنت محمد بن إبراهيم الدويك، وهو تاجر دمشقي توفي في الهند. وتوفيت والدته سنة 1104هـ. وقد كانت أثناء حملها بالنابلسي تزور قبر الصوفي المجذوب يوسف القميني (ت657/1259) وقد قدمت نذوراً لخادم ضريحه وهو الشيخ محمود الحلواني الذي توفي قبل ولادة النابلسي بيوم واحد بعد أن تنبأ لها بأن ابنها سيكون له شأن عند الله. (ر. أطروحتي بالفرنسية عن حياته جـ2).
- ويخبرنا صوفي آخر من القاهرة بأوضاع مماثلة لفقهاء زمانه بقول إبراهيم بن علي المتبولي (وهو صوفي كبير من القاهرة ت886هـ) المنياوي طبقات الصوفية تحقيق أديب الجابر، بيروت 1999 جـ3 ص122: «[حكم] أولاد الفلاحين الذين يقرؤون بالجامع الأزهر حكم من سافر ليتعلم آلة الجهاد من الرمي وغيره، فلما تعلم سافر ليجاهد. فقطع الطريق واكتفى بذلك. فهم اتخذوا علمهم آلة لحرب من يخاصمهم ونسوا ما شُرع العلم لأجله من العمل والخشية والورع والزهد ونحو ذلك».
- ر. عبد الرحمن الجامي، (ت 898هـ)، نفحات الأنس، تحقيق محمد أديب الجادر، بيروت 2003، جـ2، ص642.
- نشر هذا الكتاب بتحقيقي في المعهد الفرنسي بدمشق عام 1995، يتألف النص من 291 صفحة، مع مقدمة باللغة الفرنسية (ص1-82) بالإضافة إلى مقدمة التحقيق والفهارس. ويطلق النابلسي على الفصل اسم «الوصل» مشيراً إلى عدم الانقطاع بين فصول الكتاب السبعة والأربعين.
- حول فاضحة الملحدين ر.مقدمة الوجود الحق بالفرنسية، ص15-30.
- ر.مقدمة الوجود الحق بالفرنسية ص ص45 – 52. من جهة أخرى فقد أشار محمد عدنان درويش إلى إمكانية كون التفتازاني «ماتريدياً»، في مقدمته لتحقيق شرح العقائد النسفية للتفتازاني، دمشق 1141هـ، ص16، ولكنه لم يقدم أي دليل على ذلك. وكان النابلسي قد كتب رسالة للتوفيق بين الأشعري والماتريدي. ر. رسالتي للدكتوراه:
- "Abd al-Gani an-Nabulusï, vie et doctrine, Paris 1985, Vol.2, p.204." (تحقيق الانتصار في اتفاق الأشعري والماتريدي على خلق الاختيار).
- الوجود الحق، ص17.
- النابلسي، شرح التحفة المرسلة، مخطوط، ظاهرية 1377 ق 54ب.
- كشف الأسرار، مخطوط، ظاهرية رقم 11268 ق 281 آ.
- الجود لمعرفة وحدة الوجود، مخطوط، ظاهرية رقم 7965 ص 73 و74.
- النابلسي، الوجود الحق، مخطوط، ظاهرية رقم 6069 ق 5آ.
- الفتح الرباني والفيض الرحماني، تحقيق الأب أنطونيوس شبلي، المطبعة الكاثوليكية بيروت 1960 ص51.
- الأمير عبد القادر الجزائري، المواقف، ص186.
- المواقف، ص124.
- الوجود الحق، مخطوط، ظاهرية 6069 ق68آ.
- أحمد بن عجيبة (توفي 1809)، معراج التشوف إلى حقائق التصوف، دمشق 1937 ص32.
- الوجود الحق، مخطوط، ظاهرية رقم 6069 ق 64 ب، 65آ.
- المواقف، ص68.
- النابلسي، مجموع الدواوين، مخطوط، ظاهرية رقم 710 ق 67آ.
- د. بديع كسم، فكرة البرهان في الميتافيزيقا، المنشورات الجامعية الفرنسية، باريس 1959، ص28.
- ابن عربي، فصوص الحكم، تحقيق عفيفي، دار الكتاب، بيروت ج1 ص48.
- انظر، المواقف، ص 589 – 602.
- الأمير الجزائري، المواقف ص156.
- الإنسان الكامل، القاهرة 1328هـ ص38.
- مخطوط، ظاهرية رقم 7210، ق56.
- النابلسي، المرجع السابق، ق 135ب.
- ر. «المنهج العقلي عند ابن عربي وعبد الغني النابلسي» (ص47 – 79) في فيكتور سعيد باسيل، وحدة الوجود عند ابن عربي وعبد الغني النابلسي، بيروت 2006.
- نشر صلاح الدين المنجد رحلته إلى البقاع (حلة الذهب الإبريز في رحلة بعلبك والبقاع العزيز) ورحلته إلى طرابلس الشام. كما حقق أكرم العلبي رحلته إلى القدس. أما رحلته: الحقيقة والمجاز في رحلة مصر والشام والحجاز فقد حققها الأستاذ... مراد.